# Bodajk FC Siófok
Der Bodajk FC Siófok, kurz BFC Siófok, ist ein Fußballverein aus Siófok, einer Kleinstadt in Ungarn am Südufer des Balaton (deutsch Plattensee).

## Geschichte
Der Verein wurde 1921 als Siófok SE (SE = Sportegyesület, „Sportverein“) gegründet. Der Namensbestandteil Bodajk rührt von einer Fusion (wahrscheinlich Übernahme durch) mit dem Bodajk FC im Jahr 2005 her. Die Vereinsfarben sind gelb und blau. Der BFC Siófok trägt seine Heimspiele im Géza-Révész-Stadion aus, das nach dem Psychologen Géza Révész benannt ist und ein Fassungsvermögen von 10.500 Zuschauern hat.
Im ungarischen Pokalfinale von 1984 besiegte der BFC Siófok die Mannschaft von Rába Vasas ETO Győr, dem heutigen Győri ETO FC, mit 2:1 und errang damit seinen bis heute einzigen größeren Titel.
Nachdem der Verein bereits in den Jahren 1985–1994, 1996–2000 und 2002–2004 in der ersten ungarischen Fußball-Liga spielte, der Nemzeti Bajnokság I., stieg er nach der Saison 2006/07 erneut in die NB I. auf. Dieser Aufstieg kam allerdings nur zustande, da dem Konkurrenten Haladás Szombathely acht Punkte wegen des Einsatzes von Spielern ohne Spielberechtigung abgezogen wurden.

## Titel
Ungarischer Pokalsieger: 1984

## Europapokalbilanz
| Saison  | Wettbewerb                  | Runde    | Gegner    | Gesamt | Hin     | Rück    |
| ------- | --------------------------- | -------- | --------- | ------ | ------- | ------- |
| 1984/85 | Europapokal der Pokalsieger | 1. Runde | AE Larisa | 1:3    | 1:1 (H) | 0:2 (A) |

Gesamtbilanz: 2 Spiele, 1 Unentschieden, 1 Niederlage, 1:3 Tore (Tordifferenz −2)

## Namensänderungen
- 2005: Bodajk FC Siófok
- 2004: Siófoki Bányász SE
- 2003: Balaton FC
- 1999: Siófok FC
- 1999: Balaton TV-Siófok FC
- 1998: Siófok FC
- 1956: Siófoki Bányász SE
- 1921: Siófok SE

## Bekannte Spieler
- Olivér Pusztai (2002–2003)

## Bekannte Trainer
- Gábor Pölöskei (1966–1970)
- Eduard Geyer (1991–1992)